# كراسيمير كوستوف
كراسيمير كوستوف (بالبلغارية: Красимир Костов) هو لاعب كرة قدم بلغاري في مركز حراسة المرمى، ولد في 11 فبراير 1995 في بيتريتش في بلغاريا. لعب مع بيرين بلاغويفغراد.

## وصلات خارجية
- كراسيمير كوستوف على موقع قاعدة بيانات كرة القدم.إي يو (الإنجليزية)
- كراسيمير كوستوف على موقع Soccerway.com (الإنجليزية)